# Danxiashan
Danxiashan (kinesisk skrift: 丹霞山) er et bjergparti med storslået udsigt omkring 45 kilometer fra byen Shaoguan i den nordlige del af provinsen Guangdong i Folkerepublikken Kina. Nærmere bestemt ligger de i amtet Renhua, og udgør en del af Nan Ling-bjergkæden.

## Beskrivelse
Danxiashan består af af en rødlig sandsten som er eroderet til en serie bjerge omgivet af kuperede klipper og mange usædvanlige formationer. Området udgør en kinesisk geopark (中国国家地质公园, Zhongguo Guojia Dizhi Gongyuan). Det beskrives på lokale skilte som «Kinas verdensberømte UNESCO-geopark».
Det ligger mange templer i Dangxiabjergene og der er mange naturskønne vandreruter. Her er mange småfloder som som risler mellem bjergene, og man kan sejle på nogle af dem.
Bjergene har tre høje toppe. Den højeste af dem er Baozhu Feng, de andre hedder Zhanglao og Hailuo. Inde i området ligger den lille sø Xianglong.
Ved foden af toppen Zhanglao er der et huletempel som blev bygget under Det nordlige Song-dynasti (960-1127). Biezhuantemplet, midt på bjerget, anses som et af de ti vigtigste templer i provinsen Guangdong.
Parkmyndighederne har en beregning som går ud på at det er 680 specielle naturformationer, stenbroer og andre seværdigheder i området. Særlig berømte og væsentlige turistmagneter er to formationer: en stenpille kaldt Yangyuan (mands/faderstenen) og grotten Yinyuan. Den førstnævnte er 28 meter høj og 7 meter i diameter og siges at ligne en mands penis. Den anden er en grotte, hvis indgang påstås at ligne en kvindes labia. Grotten er 10,3 meter høj, 4,8 meter bred og 4,3 meter lang. Men der er også mange andre underlige stenformationer, og nogle ligner fugle eller dyr.
Bjergene har stedsegrønne skove som er hjemsted for mange dyre- og plantearter, hvoraf 400 regnes for sjældne eller truede.
Området har mange klippegrave efter tidligere tiders beboere. Bjergene har været vigtige for kinesisk buddhisme siden Sui-dynastiets (581-618) og Tang-dynastiets (618-907) tid. Under Ming-dynastiet og Qing-dynastiet fik denne religiøse interesse et nyt opsving, og mere end firs templer blev bygget der. Et stort antal digte, inskriptioner og andre dekorationer som priser bjergenes skønhed er blevet udhugget eller ridset ind i klippevøæggene af forfattere, digtere og andre kunstnere op gennem dynastierne.

## UNESCO
Området blev opført på UNESCOs verdensarvsliste den 1. august 2010, i en kategori med betegnelsen Danxia Landskabsformationer, hvori indgår en række markante røde sandstensformationer i seks adskilte dele af det sydlige Kina, de fem andre i provinserne Hunan, Fujian, Jiangxi, Zhejiang og Guizhou. Sammenlagt dækker de seks områder 73.945 hektar, og det samlede bufferområde er på 65.446 hektar.

## Billedgalleri
- Yangyuanstenen
- Yinyuangrotten